# .bs
bs. دامنه اینترنتی کشور باهاما است.